# Inzago
Inzago là một đô thị ở tỉnh Milano, vùng Lombardia, khoảng 25 km về phía đông bắc của Milano. Tại thời điểm ngày 31 tháng 12 năm 2004, đô thị này có dân số 9.239 và diện tích là 12,1 km².
Inzago giáp các đô thị sau: Pozzo d'Adda, Masate, Gessate, Cassano d'Adda, Bellinzago Lombardo, Pozzuolo Martesana.